# 李文田
李文田（1834年—1895年），字畬光，一作仲約，號若農、芍農，:72廣東順德均安上村人，清代翰林，蒙古史研究專家和碑學名家、書法家等，曾為《蒙古秘史》作註。其於咸豐九年（1859）高中探花而名揚廣東，官至禮部右侍郎。1895年在北京逝世，靈柩運回廣州，葬於白雲山。其在官途時曾多次充任鄉試考官、閱卷大臣，故有「疊掌文衡，學問淵通」之譽；其通曉兵法、經史、天文、地理之學，對金、元故實，西北水地尤有研究，著述甚多。:2676諡文誠。

## 生平
李母在李父身故後，每日在佛山大戶梁園家族戶外擺攤，獲梁家可憐李氏一家、梁家提出讓李文田（長子）在梁家跟隨私塾先生讀書識字，李文田由此開始一直用功讀書。到十八歲時，其應考縣試獲第一名，再於咸豐九年（1859年）殿試獲一甲第三名探花，時年二十五歲。
李文田中進士後，歷任翰林院編修、侍讀，提督江西學政，官至禮部侍郎，入值南書房。其從政的大部分時間是以翰林院學士身份在南書房當值，後升任內閣學士、禮部右侍郎，兼署工部右侍郎，也當過順天學政、會試副總裁。
由於李文田書法甚佳而被慈禧太后相中，於同治年間入職南書房，其辦公地點相當於軍機處的參謀部。其實際工作相當於慈禧太后的秘書，當時慈禧太后頒發「聖旨」許多都經由李執筆抄寫。他在任慈禧太后近臣時期，還曾屢次上書極言朝政得失，如：同治十二年（1873）九月同治帝降旨興修頤和園，李文田於十月二日與御史沈淮、清帝師傅李鴻藻等一道上疏勸諫；同治十三年（1874）慈禧重修圓明園及舉辦四十大壽，李上疏反對，其後還彈劾皇親兼大學士瑞麟貪污舞弊， 為朝野人士所矚目。其中在李文田遞摺反對慈禧壽宴後，李曾同時即奏辭職然後返回廣州，在當地隱居十年——不過由於他在京官多年，歷任粵督從劉坤一到張之洞都奉他為座上賓，在地諸多事務也依仗李的大紳地位辦理。
光绪三年（1877），李文田在粵期間，協助兩廣總督劉坤一辦理粵東省水利，處理北江水患，在清遠石角圍、三水大路圍相繼潰決後，其有主持修補堤圍等築堤經費，並全程參與督辦工程重修北江大堤，令之屹立無恙多年。:36
光緒八年（1882）丁憂，李又在家守喪3年。在籍的十幾年期間，李文田在縣內主管惠濟義 倉，並擔任鳳山、應元兩書院的主講。在守喪居廣州西關期間，李曾向為中法戰爭籌餉而發愁的彭玉麟、張之洞巧妙關說，和鄭觀應（在賭商與高官之間穿針引線）一道，主謀暗推闈姓開禁。
光绪十一年（1885）李文田回京復職，期間他一如既往為革除積弊直抒己見。在其重新做起南書房翰林後，一直官至禮部、戶部侍郎，甲午戰爭時期（1894）一度擔任京師團防大臣。光绪二十年慈禧六十大壽之時，李眼見朝野官吏再度藉機興師斂財，即刻上疏，「疏累數千言，詞絕憤痛，皆人所難言者」。
1895年李文田受命管理戶部三庫，在點驗戶部絲綢庫時不慎引發哮喘舊病，感染寒疾不治，於北京北半截胡同寓所離世。

## 家族
父親是染布工匠，不過在李出生後幾年便離世，李氏兩兄弟就由母親獨力撫養，李母是靠織補為生。

## 學術成就
李文田在世時好學不倦，於天文、地理，無不通曉。公務之餘，勤於治學，對元史及本北水地研究尤精。其亦是嶺南一代書法名家，對碑帖源流有深入的砧研。長於篆書、隸書，俸祿大多用於購買古籍、碑帖。年少時專工歐陽詢，精熟於《九成宮》等碑帖，旁及其他唐碑，後來轉學隋碑《蘇孝慈墓誌》，中年以後，博採漢、魏碑刻。嘗大論《蘭亭序》非王羲之書文，爭議一時；《蘭亭序》的真偽之辨，即始於李文田跋汪中 （容甫）《定武蘭亭》語：「故世無右軍而已，苟有之，必與《爨寶子》、《爨龍顏》相近而後可。」
晚清著名文人翁同龢評價李：「積感填膺，斯人竟以衡文老；遺書滿篋，餘事猶堪藝術傳」。

### 著述及墨寶
著有《元秘史注》、《元史地名考》、《耶律楚材西游錄注》、《和林金石考》、《和林诗》等。
李文田工書法，其傳世書法作品中
- 廣東省博物館藏有：《楷書軸》、《楷書八言聯》、《行書七言聯》、《隸書四屏》、《書畫團扇》
- 廣州美術館藏有：《仿李營丘筆法團扇》、《與蘇六朋合作風景人物扇面》、《楷書軸》、《楷書八言聯》、《隸書六屏》。
- 廣州博物館藏有：《篆書八言聯》。
- 佛山市博物館藏有：《節錄張猛龍碑楷書軸》等6種書法。

其他如：東莞市、江門市博物館和香港中文大學文物館均藏有其作品。

## 軼事
傳說李文田上京赴試，在北京的關帝廟內拜神求籤。簽語雲「名在孫山外」，遂以為是個不好的兆頭。同行的另一粵人忙問其故，李答：「我求了一支『名在孫山外』的簽，想必今科落第無疑了。」那人哈哈大笑，曰：「說不定姓孫的中在你前面，你又何必發愁呢？」殿試的結果是：狀元為孫家鼐，榜眼為孫念祖，李文田中的是探花，恰巧是「名在孫山外」了。

## 遺存及紀念
李身前曾任江南、四川、浙江鄉試主考及會試副總裁，又當過多年學政，識拔和推薦過不少學人，如清末翰林蔡元培也曾為李文田的門生。1929年蔡元培南來講學時，便有到李宅邸泰華樓與李文田的兒子李孔曼和孫子李棪齋、李曲齋會面。

### 墓葬
李文田墓地在廣州白雲山象牙峰，於2006年被廣州市文物考古研究所等方面重新發現，除原有李文田墓碑被拆去改作他用，墓地基本完好。當時考古發現，李的墓碑被劉姓人盜用，安置於離原墓百米遠的山下，遺存「皇清誥授光祿大夫禮部右侍郎」字樣未被篡改。當時在場的廣州文物專家崔志民指，墓葬從材料到修建形式都屬於晚清墓穴，華表、諭賜祭葬碑都可證其屬於李文田墓。文物部門在2009年發文確認李為墓葬主人。

### 故居
李文田於1878年在廣州西關多寶坊河畔建築泰华楼，當時位置通恩寧水道，可往返順德大良。據說因為李在京時協助慈禧太后甚多，在李中途辭官回廣州興建泰華樓時，建築費用是由大清政府撥發。

## 延伸阅读
[在维基数据编辑]
 《清史稿·卷441》，出自趙爾巽《清史稿》

## 外部連結
- 李文田 （页面存档备份，存于） 中研院史語所
- 李探花墓湮没半世纪后重见天日 （页面存档备份，存于） 珠江時報